# Valea Cireșoii
Valea Cireșoii (węg. Décseipataktanya) – wieś w Rumunii, w okręgu Kluż, w gminie Mica. W 2011 roku liczyła 3 mieszkańców.